# Ernesto Barreiro
Ernesto Guillermo Barreiro (Córdoba, 1947), cuyos apodos fueron «Nabo», «Gringo», «Hernández» y «Rubio», es un exmilitar argentino que está condenado a prisión perpetua. por su comisión de delitos (228 privaciones ilegítimas de la libertad, 211 imposiciones de tormentos, 65 homicidios calificados, 13 tormentos seguidos de muerte y el robo de un menor de 10 años) durante la dictadura militar iniciada en 1976. En su momento, su detención provocó el alzamiento carapintada en la Semana Santa de 1987, tras lo cual se le dio de baja del Ejército.

## Origen y formación
El biografiado nació el 2 de octubre de 1947, su apellido materno es Kovalki. Está casado con Anna Delía Maggi, con quien tiene cinco hijos. Egresó del Colegio Militar de la Nación en 1966. A fines de 1975 con el grado de teniente primero, se incorporó al Destacamento de Inteligencia 141 sito en Córdoba. Durante la dictadura militar se desempeñó en el Centro clandestino de detención denominado La Perla. Está imputado por violaciones a los derechos humanos. Se lo acusa de haber integrado el grupo terrorista de ultraderecha Comando Libertadores de América, responsable de asesinatos cometidos en la provincia de Córdoba. Su esposa, Anna Delia Maggi, milita en la Asociación de Familiares y Amigos de los Presos Políticos de la Argentina, que lidera Cecilia Pando.
Tiene abierta una causa en el juzgado federal del juez Ariel Lijo, por la acusación de haberse apropiado de una niña en cautiverio. Según esa denuncia, una de sus hijas, Irene, sería de desaparecidos. La mujer siempre lo ha negado, manifiesta ser hija biológica de Barreiro, y se negó a someterse a una prueba de ADN. Según ella, la circunstancia de ser la única hija de Barreiro que no nació en el Hospital Militar hizo sospechar a una amiga quien habría formulado una denuncia anónima a Abuelas de Plaza de Mayo. Igualmente, ya en 2014, fuentes judiciales manifestaban que existían dudas sobre la solidez de la denuncia. Tras la negativa de someterse al examen de ADN la causa quedó paralizada y no se produjo ninguna otra medida de prueba.

## Su paso por "La Perla"
La Perla, conocido también como la Universidad fue el principal centro clandestino de detención de la Córdoba fuera de la capital provincial durante la dictadura. Estaba en la localidad de La Perla, sus instalaciones secretas eran empleadas por las fuerzas armadas y de seguridad para ejecutar el plan sistemático de desaparición de personas, durante el terrorismo de Estado en Argentina y se cree que por allí pasaron unos 3000 detenidos. Allí en el año 1976 el entonces teniente primero Ernesto Barreiro fue jefe de interrogadores junto al capitán Héctor Pedro Vergez y procuraban extraer información mediante tortura a los detenidos. Una vívida reconstrucción de la actividad de Barreiro en ese centro clandestino fue realizada por el escritor uruguayo Fernando Butazzoni en su novela El tigre y la nieve, publicada en 1986.

## Alzamiento de Semana Santa de 1987
En abril de 1987 fue arrestado por los delitos vinculados al terrorismo de Estado y fue dado de baja del Ejército. Formó la "Logia Integralista"
En 1987, Barreiro fue acusado de seis casos de tortura y uno de homicidio y se negó a comparecer ante la Cámara Federal de Córdoba cuando fue citado a declarar sobre ellos. Por esto, a petición del juez, fue arrestado por la autoridad militar y confinado en el Regimiento de Infantería Aerotransportado 14 del III Cuerpo de Ejército, en Córdoba, que contaba con unos 130 efectivos, entre oficiales y soldados. Cuando la Policía intentó trasladar a Barreiro se produjo un amotinamiento en el cuartel exigiendo el cese de los juicios, lo que dio comienzo a la rebelión carapintada de Semana Santa.
Otras dependencias se acuartelaron adoptando la misma posición, encabezados por el teniente coronel Aldo Rico con reclamos que incluían la destitución del jefe del Ejército y la exigencia de una solución política para los juicios a los represores. Si bien la población civil repudió el alzamiento y hubo pocos apoyos públicos entre los responsables de tropa, la actitud del resto de las fuerzas armadas fue unánime: el presidente Raúl Alfonsín, acompañado por el presidente del Partido Justicialista y los principales líderes políticos, anunció la multitud reunida en la Plaza de Mayo, desde el balcón de la Casa de Gobierno, el envío de tropas leales para exigir a los rebeldes que depusieran su actitud. Pero pocas horas después fue notorio que no había tropas leales al Presidente y a la Constitución. Ni una sola de las unidades militares convocadas en la Capital Federal, y zonas adyacentes, respondió a esa orden. Sólo el general de brigada Ernesto Alais se mostró moderadamente dispuesto a actuar y partió con lentitud con sus tanques desde su guarnición en la provincia de Corrientes, ubicada a mil kilómetros, en dirección a Buenos Aires. A pesar de ello, al llegar esas fuerzas a Zárate, en la provincia de Buenos Aires, los oficiales de rango intermedio detuvieron su marcha e hicieron conocer su decisión de no avanzar contra sus camaradas de armas.
El gobierno debatió si marchar con la multitud desarmada sobre Campo de Mayo, donde se encontraban los militares insurrectos, pero decidió no hacerlo por el riesgo que corriera sangre y se desatara la guerra civil.
En vez de ello, Alfonsín concurrió el domingo 30 de abril personalmente a Campo de Mayo a entrevistarse con los insurrectos. Años más tarde, el propio Aldo Rico diría sobre él: “Vino sin custodia, podíamos haberlo matado, podíamos haber hecho cualquier cosa. Entró a la Escuela de Infantería solo con un brigadier que iba con él”.Horas después anunció, que los amotinados habían depuesto su actitud, con un discurso a la multitud reunida en la Plaza de Mayo, que provocó rechazo en muchos al definir a los rebeldes como «héroes de Malvinas»: 

¡Compatriotas!… ¡compatriotas!… ¡compatriotas!… ¡Felices Pascuas! Los hombres amotinados han depuesto su actitud… Como corresponde, serán detenidos y sometidos a la Justicia. Se trata de un conjunto de hombres, algunos de ellos héroes de la Guerra de las Malvinas, que tomaron esta posición equivocada y que reiteraron que su intención no era provocar un golpe de Estado. Pero de todas maneras han llevado al país a esta tensión, a esta conmoción que todos hemos vivido, de la que ha sido protagonista fundamental el pueblo argentino en su conjunto. Para evitar derramamiento de sangre he dado instrucciones a los mandos del Ejército para que no se procediera a la represión, y hoy podemos todos dar gracias a Dios: la casa está en orden y no hay sangre en la Argentina. Le pido al pueblo que ha ingresado a Campo de Mayo que se retire. Es necesario que así lo haga, y les pido a todos ustedes que vuelvan a sus casas a besar a sus hijos, a celebrar las Pascuas en paz en Argentina. Para evitar derramamiento de sangre di instrucciones, a los mandos del Ejército, para que no se procediera a la represión. Y hoy podemos todos, dar gracias a Dios, la casa está en orden, y no hay sangre en la Argentina.

Barreiro huyó; fue capturado dos semanas más tarde y quedó a disposición de la justicia, pero fue beneficiado por la aplicación de la Ley de Punto Final y la Ley de Obediencia Debida que exoneraron de responsabilidad por los delitos cometidos durante la represión ilegal a quienes habían revistado con el grado de teniente coronel o inferiores. Por su participación en el levantamiento "carapintada" se lo dio de baja y quedó detenido a disposición de la justicia militar pero fue indultado por el nuevo presidente Carlos Saúl Menem.

## Actividad política
En 1988 participó junto a Aldo Rico y Enrique Venturino en la fundación del partido político de Argentina Movimiento por la Dignidad y la Independencia (MODIN), una agrupación que se definía como "defensora de la República, de sus instituciones, de la justicia, la libertad y la dignidad" y que llegó ser tercera fuerza nacional en las elecciones de 1993. Desde 2010 la fuerza cambió su nombre a Partido del Campo Popular.
En 1989, no obstante, el MODIN no participó de las elecciones presidenciales y Barreiro, como otros de sus dirigentes, apoyó la candidatura de Carlos Menem. Tras su victoria electoral, participó del festejo en el Hotel Presidente.

## Anulación de leyes y nuevo procesamiento
El 15 de abril de 1998, la ley 24 952 derogó las leyes de Punto Final (N.º 23492) y Obediencia Debida (N.º 23521), que el 2 de septiembre de 2003, fueron declaradas «insanablemente nulas» (Artículo 1.º) por la Ley 25779.
En 1998, el juez Baltasar Garzón dictó a Interpol una orden de búsqueda y captura contra militares argentinos acusados de haber participado de la represión ilegal, incluido Barreiro.
En 2004, fueron derogadas y declaradas nulas por el Congreso las leyes 23.492 y 23.521 y el 14 de junio de 2005 la Corte Suprema de Justicia de la Nación declaró la inconstitucionalidad de las mismas, así como la validez de la ley que el año anterior había declarado su nulidad.
En 2004, Barreiro se radicó con su esposa en The Plains, en el estado de Virginia, Estados Unidos, una pequeña localidad que en 2010 tenía 217 habitantes donde tenía un negocio de artesanías en cuero y vendía vinos. El 1.º de abril de 2006 fue arrestado, acusado de fraude en el trámite para obtener la visa, y el 21 de septiembre fue condenado a seis meses de cárcel y luego extraditado a la Argentina, donde está incluido en la megacausa del centro clandestino La Perla.
En 2009, fue procesado por los delitos de privación ilegítima de la libertad, tormentos, homicidio agravado y sustracción de menor.
En 2010 se lo mencionó por primera vez en un juicio oral y público.
En 2012 fue juzgado en la Megacausa en Córdoba.
Según Miriam Lewin y Olga Wornat, Barreiro fue uno de los que robaba a las víctimas y se quedaba con su dinero y objetos de valor.
Barreiro está imputado por 228 privaciones ilegítimas de la libertad agravadas, 211 imposiciones de tormentos agravadas, 65 homicidios calificados, 13 imposiciones de tormentos seguidos de muerte y la sustracción de una menor.

## Su posición respecto de los actos imputados
Barreiro afirmó que los acusados por delitos de Lesa Humanidad están siendo perseguidos por el gobierno que los quiere condenar a muerte para destruir al Ejército, a la Iglesia y al peronismo. También dijo que se había limitado a cumplir con sus deberes militares conforme las órdenes que recibiera, hizo hincapié en que en esa época era solo un teniente primero de 20 años y que eran los mandos superiores quienes debían asumir la responsabilidad por los actos cometidos, señalando que tenían todo detallado, con datos de cuántos prisioneros pasaron por La Perla, pero que esos archivos ya no existen porque fueron destruidos por orden del general Cristino Nicolaides.
Ante el Tribunal Oral Federal n° 1 de Córdoba indicó, junto a los también procesados José Hugo Herrera, Luis Manzanelli y Héctor Romero, los lugares donde se encontrarían sepultados de manera clandestina víctimas de la represión ilegal. En caso de ser exactos sus dichos se trataría de la primera vez que un acusado de estos delitos proporciona una información de esta índole.